# Chapelle Notre-Dame-de-Lourdes de Philippsbourg
Pour les articles homonymes, voir Chapelle Notre-Dame-de-Lourdes.
La chapelle Notre-Dame-de-Lourdes se situe dans la commune française de Philippsbourg, dans le département de la Moselle. Elle est nichée à la lisière du bois qui coiffe les grands rochers, à côté de la voie ferrée.

## Histoire
Au Moyen Âge, le territoire forme une annexe de la paroisse d'Obersteinbach, dans l'archiprêtré du Haut-Haguenau et le diocèse de Strasbourg. 
En 1570, le comte Philippe IV de Hanau-Lichtenberg introduit la Réforme et Philippsbourg devient protestant tandis que le culte catholique y est interdit. 
Pour les catholiques, le village forme depuis 1804 une annexe de la paroisse d'Eguelshardt, dans le diocèse de Metz.

## Édifice
Pour l'édification de cette chapelle en 1905-1906, les catholiques et les protestants de Philippsbourg s'unissent en un geste de solidarité et d'œcuménisme.
Sa toiture est à forte pente d'où émergent de très étroites et très hautes fenêtres postiches, garnies de clochetons à boule. Le clocher est, lui aussi, très élevé, très pointu, mais sa base hexagonale est assez solide pour supporter une vraie cloche. 
Avec le porche d'entrée, il est le seul ornement de la façade. Ce porche, qui avait deux fenêtres vides sur les côtés, est à présent doté de vitraux ultra-modernes, en petits blocs de verre. 
Un autel gothique de bois sculpté et peint, assez original lui aussi, flanqué de hautes boiseries latérales, coupe le chœur dans toute sa largeur, pour dissimuler derrière lui un confessionnal et une petite sacristie<.